# Елвін Кренцлейн
Елвін Крістіан Кренцлейн (англ. Alvin Christian Kraenzlein; 12 грудня 1876 — 6 січня 1928) — американський легкоатлет, чотириразовий олімпійський чемпіон. Єдиний за всю історію Олімпійських ігор легкоатлет, що виграв чотири золоті медалі у індивідуальних змаганнях протягом однієї Олімпіади, встановивши при цьому чотири олімпійських рекорди.

## Біографія
Народився 12 грудня 1876 року в Мілвокі, штат Вісконсин.
Навчався в університеті Вісконсин-Медісон, згодом — Пенсильванському університеті на стоматолога.
Першого значного спортивного успіху досяг у 1897 році, перемігши у забігі на 220 ярдів з перешкодами на змаганнях Любительської атлетичної спілки США. Протягом наступних років він ще 5 разів ставав переможцем у змаганнях спілки з бігу з перешкодами та стрибків у довжину.
На літніх Олімпійських іграх 1900 року в Парижі (Франція) змагався у чотирьох легкоатлетичних дисциплінах, здобувши у всіх чотирьох дисциплінах перемогу й встановивши чотири олімпійських рекорди. Він став найтитулованішим спортсменом ігор.
По завершенні спортивної кар'єри нетривалий час працював за спеціальністю стоматологом. Проте незабаром перейшов на тренерську роботу. Спочатку працював з легкоатлетичною командою Мічиганського університету. У 1913 році підписав 5-річний контракт на 50 000 доларів США з національною збірною Німеччини, проте через початок Першої світової війни контракт було розірвано і Е. Кренцлейн став армійським інструктором. По завершенні війни тренував кубинську збірну, а потім перейшов до рідного Пенсильванського університету, де й працював до своєї смерті.
Помер 6 січня 1928 року в місті Вілкс-Берре, штат Пенсільванія від плевриту, що ускладнився ендокардитом.

## Олімпійські результати
| Олімпіада  | Дисципліна | Дата                            | Результат      | Місце |
| ---------- | ---------- | ------------------------------- | -------------- | ----- |
| Париж 1900 | 15.07.1900 | біг на 60 метрів                | 7.0 сек (ОлР)  | 1     |
| Париж 1900 | 14.07.1900 | біг на 110 метрів з перешкодами | 15.4 сек (ОлР) | 1     |
| Париж 1900 | 16.07.1900 | біг на 200 метрів з перешкодами | 25.4 сек (ОлР) | 1     |
| Париж 1900 | 15.07.1900 | стрибки у довжину               | 7.185 м (ОлР)  | 1     |

## Особисті рекорди
- 100 метрів — 10.8 сек (1900);
- 120 ярдів з перешкодами — 15.2 сек (1898);
- 220 ярдів з перешкодами — 23.6 сек (1898);
- Стрибки у довжину — 24-4½ (7.43 м) (1899).

## Визнання
У 1985 році включений до Американської легкоатлетичної зали слави.